# Tencin
Tencin és un municipi francès situat al departament de la Isèra i a la regió d'Alvèrnia-Roine-Alps. L'any 2007 tenia 1.171 habitants.

## Demografia

### Població
El 2007 la població de fet de Tencin era de 1.171 persones. Hi havia 444 famílies de les quals 104 eren unipersonals (27 homes vivint sols i 77 dones vivint soles), 124 parelles sense fills, 201 parelles amb fills i 15 famílies monoparentals amb fills.
La població ha evolucionat segons el següent gràfic:
Habitants censats

### Habitatges
El 2007 hi havia 494 habitatges, 448 eren l'habitatge principal de la família, 15 eren segones residències i 31 estaven desocupats. 401 eren cases i 92 eren apartaments. Dels 448 habitatges principals, 322 estaven ocupats pels seus propietaris, 119 estaven llogats i ocupats pels llogaters i 8 estaven cedits a títol gratuït; 4 tenien una cambra, 24 en tenien dues, 53 en tenien tres, 148 en tenien quatre i 219 en tenien cinc o més. 337 habitatges disposaven pel capbaix d'una plaça de pàrquing. A 158 habitatges hi havia un automòbil i a 253 n'hi havia dos o més.

### Piràmide de població
La piràmide de població per edats i sexe el 2009 era:
| Homes | Edats   | Dones |
| ----- | ------- | ----- |
| 0     | 95 o +  | 0     |
| 0     | 90 a 94 | 0     |
| 4     | 85 a 89 | 4     |
| 4     | 80 a 84 | 0     |
| 16    | 75 a 79 | 16    |
| 12    | 70 a 74 | 36    |
| 28    | 65 a 69 | 32    |
| 16    | 60 a 64 | 20    |
| 28    | 55 a 59 | 24    |
| 28    | 50 a 54 | 40    |
| 44    | 45 a 49 | 40    |
| 24    | 40 a 44 | 20    |
| 48    | 35 a 39 | 48    |
| 32    | 30 a 34 | 44    |
| 32    | 25 a 29 | 20    |
| 16    | 20 a 24 | 20    |
| 32    | 15 a 19 | 20    |
| 16    | 10 a 14 | 40    |
| 40    | 5 a 9   | 20    |
| 12    | 0 a 4   | 24    |

## Economia
El 2007 la població en edat de treballar era de 724 persones, 587 eren actives i 137 eren inactives. De les 587 persones actives 561 estaven ocupades (295 homes i 266 dones) i 27 estaven aturades (19 homes i 8 dones). De les 137 persones inactives 51 estaven jubilades, 43 estaven estudiant i 43 estaven classificades com a «altres inactius».

### Ingressos
El 2009 a Tencin hi havia 458 unitats fiscals que integraven 1.210,5 persones, la mediana anual d'ingressos fiscals per persona era de 19.588 €.

### Activitats econòmiques
Dels 56 establiments que hi havia el 2007, 1 era d'una empresa extractiva, 1 d'una empresa alimentària, 5 d'empreses de fabricació d'altres productes industrials, 12 d'empreses de construcció, 7 d'empreses de comerç i reparació d'automòbils, 6 d'empreses de transport, 3 d'empreses d'hostatgeria i restauració, 1 d'una empresa d'informació i comunicació, 1 d'una empresa financera, 1 d'una empresa immobiliària, 8 d'empreses de serveis, 4 d'entitats de l'administració pública i 6 d'empreses classificades com a «altres activitats de serveis».
Dels 16 establiments de servei als particulars que hi havia el 2009, 1 era una oficina de correu, 1 taller de reparació d'automòbils i de material agrícola, 2 paletes, 2 fusteries, 2 lampisteries, 2 electricistes, 2 perruqueries, 3 restaurants i 1 agència immobiliària.
Dels 2 establiments comercials que hi havia el 2009, 1 era una fleca i 1 una llibreria.
L'any 2000 a Tencin hi havia 12 explotacions agrícoles que ocupaven un total de 51 hectàrees.

## Equipaments sanitaris i escolars
El 2009 hi havia 1 escola maternal i 1 escola elemental.

## Poblacions més properes
El següent diagrama mostra les poblacions més properes.